# Хайронс, Уильям
Уильям Хайронс (англ. William Hirons; 15 июня 1871, Уолстон — 5 января 1958, Ноттингем) — британский полицейский и перетягиватель каната, чемпион летних Олимпийских игр 1908.
На Играх 1908 в Лондоне Хайронс участвовал в турнире по перетягиванию каната в составе команды полицейских лондонского Сити, команда заняла первое место.